# 2000년 하계 올림픽 라트비아 선수단
2000년 하계 올림픽 라트비아 선수단은 오스트레일리아 시드니에서 열린 2000년 하계 올림픽에 참가한 올림픽 라트비아 선수단이다. 45명의 선수가 13개의 종목에 참가했다.

## 메달리스트
| 메달   | 선수명                | 종목 | 세부종목       |
| ------ | --------------------- | ---- | -------------- |
| 금메달 | 이고르스 비흐로우스   | 체조 | 남자 마루 운동 |
| 은메달 | 아이가르스 파데예우스 | 육상 | 남자 50km 경보 |
| 동메달 | 브세볼로스 젤로니스   | 유도 | 남자 라이트급  |

## 육상
남자 800m
- 빅토르스 라치스
  1. 1라운드 - 1분 46.94초
  2. 준결선 - 1분 47.24초 (진출 실패)

남자 110m 허들
- 스타니슬라우스 올리야르스
  1. 1라운드 - 13.56초
  2. 2라운드 - 13.34초
  3. 준결선 - 13.5초 (진출 실패)